# Nataša Kejžar
Nataša Kejžar, née le 14 octobre 1976 à Jesenice, est une nageuse slovène. Elle est la sœur de la nageuse Alenka Kejžar.
Elle est également docteur en statistiques et enseignante-chercheuse à l'Université de Ljubljana.

## Carrière sportive
Nataša Kejžar est médaillée d'argent du 100 mètres brasse et du 200 mètres brasse aux Jeux méditerranéens de 1997 à Bari.
Elle participe aux Jeux olympiques de 2000 à Sydney, s'engageant sur le 100 mètres brasse, sans atteindre la finale. Aux Championnats d'Europe de natation en petit bassin 1998 à Sheffield, elle obtient la médaille d'argent du 100 mètres quatre nages. Aux Championnats d'Europe de natation en petit bassin 1999 à Lisbonne, elle est médaillée de bronze du 100 mètres quatre nages.